# Graham Greene (scrittore)
Henry Graham Greene (Berkhamsted, 2 ottobre 1904 – Corseaux, 3 aprile 1991) è stato uno scrittore, drammaturgo, sceneggiatore, agente segreto e critico letterario britannico.
Le sue opere esplorano la morale ambivalente e le questioni politiche del mondo moderno. Greene fu uno scrittore impegnato molto popolare. Rifiutò sempre l'etichetta di romanziere cattolico per quella di romanziere anche cattolico, tuttavia i temi religiosi, in particolare cattolici, furono alla radice di molti suoi scritti, specialmente i quattro romanzi La roccia di Brighton, Il nocciolo della questione, Fine di una storia e Il potere e la gloria. Opere come Un americano tranquillo, Il nostro agente all'Avana e Il fattore umano mostrano invece il suo grande interesse per le operazioni di politica internazionale e di spionaggio.
Greene soffriva di un disturbo bipolare che ebbe una profonda influenza sulla sua scrittura e lo portò a degli eccessi nella vita privata.

## Biografia

### Infanzia
Nacque nel 1904 a Berkhamsted, nei pressi di Londra, quarto di sei figli. Il fratello minore Hugh Greene (1910-1987) fu direttore generale della BBC; il fratello maggiore Raymond Greene (1901-1982) divenne un famoso medico e alpinista.
I suoi genitori, Charles (1870-1938) e Marion Raymon (1876-1973), erano cugini di primo grado, appartenenti a una grande e influente famiglia che comprendeva i Greene King, proprietari di un birrificio, banchieri e uomini d'affari. Charles era vicedirettore alla Berkhamsted School, il cui direttore era Thomas Fry (sposato a una cugina di Charles). Un altro cugino era il pacifista di destra Ben Greene (1901-1978), internato durante la seconda guerra mondiale a causa delle sue idee politiche vicine ai movimenti fascisti.
Nel 1910 Charles Greene assunse la direzione della Berkhamsted School, che Graham frequentava. Vittima di bullismo e profondamente depresso come convittore, tentò il suicidio diverse volte, alcune delle quali alla roulette russa, come lui stesso affermò. Nel 1920, all'età di 16 anni, fu seguito da uno psicoanalista per sei mesi, dopodiché tornò a scuola ma non come interno. Tra i suoi compagni di scuola ci furono Claud Cockburn e Peter Quennel. Passato al Balliol College di Oxford, frequenta i circoli letterari e politici iscrivendosi al Partito Comunista, che abbandona dopo poco più di un mese. All'epoca, nel 1925, fu pubblicata la sua prima opera, Babbling April, un volume di poesia che non ricevette grande accoglienza.

### Inizi della carriera
Dopo la laurea in storia, Greene intraprese con successo la carriera di giornalista, prima al Nottingham Journal, e poi come redattore del The Times. Quando era a Nottingham cominciò una corrispondenza con Vivien Dayrell-Browning (1904-2003), una convertita al cattolicesimo che gli aveva scritto per correggerlo circa un aspetto della dottrina cattolica. Nel 1926, (episodio descritto in A Sort of Life) una crisi religiosa lo induce ad abbandonare il protestantesimo per convertirsi al cattolicesimo, e da quel momento la sua opera letteraria ne fu profondamente influenzata. Fu battezzato nel febbraio dello stesso anno. Sposò Vivien nel 1927 ed ebbero tre figli: Lucy (1933) e i gemelli Francis e Francis Hugh (1936).
Nel 1938 cercando una stanza in cui isolarsi per scrivere, cosa che gli risultava impossibile a casa, conobbe Dorothy Glover (1901-1971), con cui ebbe una relazione di alcuni anni. Nel 1946 iniziò una relazione con Catherine Walston (1916-1978), lasciando per lei la famiglia nel 1947. La cosa creò scalpore negli ambienti altolocati anche perché Catherine era sposata con un funzionario di alto rango che nel 1961 verrà nominato pari a vita. L'intensa relazione ispirò "Fine di una storia", pubblicato nel 1951 quando i due si lasciarono. Greene ebbe del resto relazioni con numerose altre donne ma non divorziò mai e rimase sposato con Vivien fino alla morte.
Dal 1930 al 1935 si dedicò unicamente alla narrativa, pubblicando un libro all'anno. Nel 1935 tornò al giornalismo diventando critico cinematografico per lo Spectator fino al 1939.

### Viaggi
Per tutta la vita Greene intraprese viaggi che lo condussero lontano dall'Inghilterra, in luoghi che lui definiva selvaggi e remoti. I viaggi portarono al suo reclutamento nell'MI6 da parte di sua sorella, Elisabeth (1909-2003), che lavorava per l'organizzazione, e durante la seconda guerra mondiale fu inviato in Sierra Leone. Kim Philby, che in seguito si scoprì essere una spia sovietica che faceva il doppio gioco, era supervisore e amico di Greene all'MI6. Come romanziere, Greene utilizzava i personaggi che incontrava e i posti in cui viveva per creare il tessuto dei suoi romanzi.
Lasciò l'Europa per la prima volta all'età di 31 anni, nel 1935, per un viaggio in Liberia da cui scaturì il libro Journey Without Maps. Il suo viaggio in Messico nel 1938, per vedere gli effetti della campagna governativa di secolarizzazione forzata, fu finanziato dalla casa editrice Longman, grazie alla sua amicizia con l'editore Tom Burns (1913-2001). Da quel viaggio scaturirono due libri, la relazione The Lawless Roads (pubblicata su Another Mexico negli U.S.A.) e il romanzo Il potere e la gloria. Nel 1953 la congregazione per la Dottrina della Fede informò Greene che Il potere e la gloria stava danneggiando la reputazione del clero, ma in seguito, in una udienza privata con Greene, Papa Paolo VI gli disse che, sebbene parti del suo romanzo potessero aver offeso alcuni cattolici, non avrebbe dovuto attribuire alcuna importanza a ciò. Greene si recò ad Haiti, governata da François Duvalier alias "Papa Doc", dove è ambientata la storia de I commedianti (1966). Il proprietario dell'Hotel Oloffson a Port-au-Prince, dove Greene soggiornava spesso, chiamò una stanza con il suo nome, in suo onore.
(Graham Greene)

### Ultimi anni

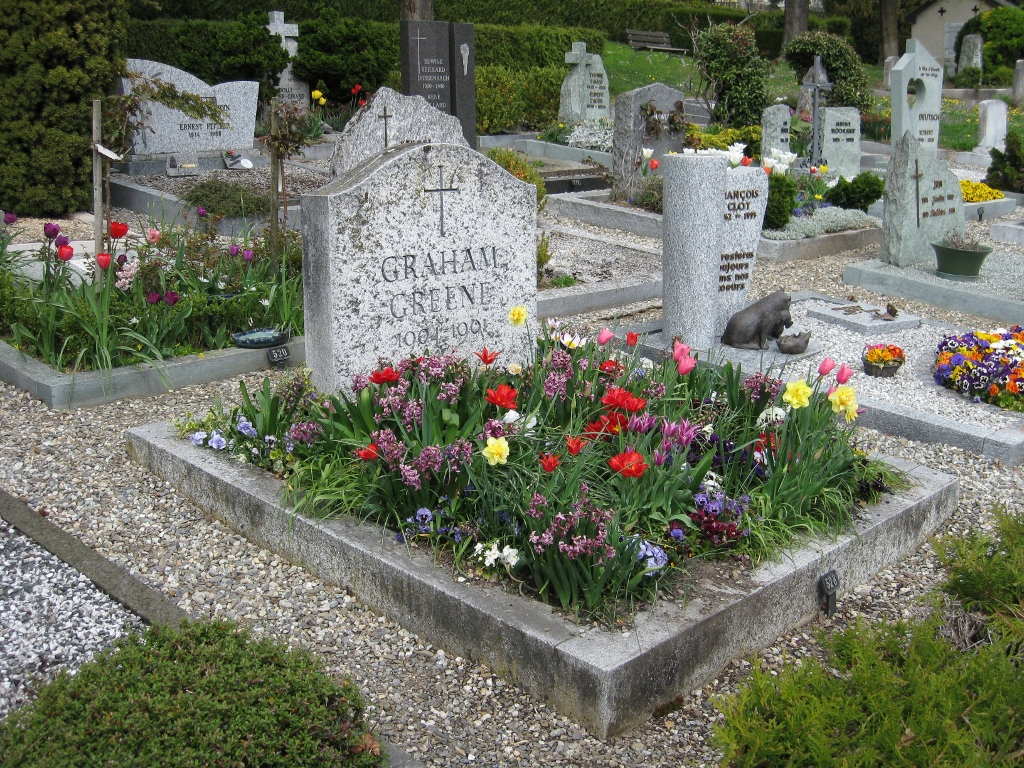
La tomba di Graham Greene a Corseaux.

Nel 1966 Greene si trasferì ad Antibes, per essere vicino a Yvonne Cloetta (1923-2001), che conosceva sin dal 1959, una relazione che durò fino alla morte dello scrittore. Nel 1981 gli fu conferito il Jerusalem Prize, assegnato agli scrittori per il loro impegno relativo alla libertà dell'individuo nella società. Una delle sue ultime opere, il J'Accuse – The Dark Side of Nice (1982), riguardava una questione legale in cui erano coinvolti lui e la sua famiglia. Greene dichiarò che il crimine organizzato era molto sviluppato, perché i vertici delle autorità cittadine avevano protetto la corruzione di magistratura e polizia. L'accusa provocò un processo per diffamazione che vide Greene perdere. Soltanto nel 1994, dopo la morte di Greene si scoprì che aveva ragione perché l'ex sindaco di Nizza, Jacques Médecin, fu incarcerato per corruzione e crimini correlati.
Passò gli ultimi anni della sua vita a Corseaux, sul lago di Ginevra, in Svizzera. Il suo libro Il Dottor Fisher a Ginevra, ovvero la cena delle bombe (1980) è basato su tematiche e influenze filosofiche e geografiche. Greene aveva smesso di partecipare alla Messa e di confessarsi negli anni cinquanta, ma ricevette i sacramenti da Padre Leopoldo Durán (1917-2020), un prete spagnolo che era divenuto suo amico. Morì all'età di 86 anni nel 1991 e fu sepolto nel cimitero di Courseaux
Il suo biografo ufficiale, Norman Sherry, pubblicò il terzo e ultimo volume de La vita di Graham Greene nell'ottobre del 2004. Sherry seguì i passi di Greene, soffrendo talvolta per le stesse malattie di Graham e nello stesso luogo. La biografia rivela che Greene continuò a informare l'intelligence britannica fino alla sua morte, cosicché studiosi e lettori hanno a lungo dibattuto l'interessante questione se Graham Greene fosse un romanziere che era anche una spia, o una spia per cui una carriera di scrittore durata tutta la vita fosse una copertura perfetta.
Nel corso della sua vita fu devoto di Padre Pio da Pietralcina, amico di Mario Soldati e incontrò personalmente Paolo VI.

## Temi
«Il ruolo dello scrittore è quello di suscitare nel lettore la simpatia verso quei personaggi che ufficialmente non hanno diritto alla simpatia», così Graham Greene definiva il suo ruolo di artista. Il contrasto dell'anima, le contraddizioni dei sentimenti, sono i temi su cui fa leva fin dal suo primo romanzo, L'uomo dentro di me, dove il giovane contrabbandiere che ne è il protagonista, è in continua lotta con il suo doppio onesto e saggio. I personaggi di Greene sono peccatori che sembrano vivere in un mondo abbandonato da Dio: alcolizzati, lussuriosi, assassini e suicidi sembrano trovare nella sofferenza quasi una consolazione.
Il treno d'Istanbul è il primo di quei romanzi che Greene definisce «Entertainments» o «divertimenti»; racconti caratterizzati dal ritmo incalzante del thriller, dalla descrizione d'ambiente e dall'attenzione all'intreccio. Nei divertimenti sperimenta l'intuizione creativa che si perfeziona nei romanzi, che tendono invece a concentrarsi sul protagonista e sulle sue problematiche.
Del 1938 è il primo romanzo del ciclo cattolico, La roccia di Brighton, in cui Pinkie è un delinquente poco più che adolescente, devastato da un'infanzia infelice ed orgogliosamente votato al male. Da un viaggio in Messico nel 1939, ov'è ancora in corso, specie nello stato di Tabasco, un'aspra persecuzione religiosa che impedisce ai preti di servir messa e i sacramenti, trae lo spunto per uno dei suoi capolavori, Il potere e la gloria, 1940 [The Power and the Glory, ma l'edizione statunitense ebbe invece per titolo: The Labyrinthe Ways], nel quale un sacerdote , personalità che ha vissuto per anni la sua missione in modo mondano ma tormentato dal peso delle proprie colpe, cerca di sfuggire ad una spietata caccia all'uomo da parte di un tenente della polizia messosi alle sue calcagna. Al tempo, quest'opera, portata sul grande schermo, con il titolo The Fugitive, da John Ford, suscitò scandalo in alte gerarchie prelatizie cattoliche, con la condanna da parte del "Sant'Uffizio", come testimoniò all'Autore, negli anni Cinquanta, il cardinale arcivescovo di Westminster.
Il suicidio è il tema de Il nocciolo della questione, incentrato sul tormento del commissario Scobie, diviso tra la rigida morale ufficiale e la pietà provata per Elena.
I toni drammatici si attenuano nelle opere successive, che arrivano a sfiorare la commedia con Il nostro agente all'Avana, l'ultimo dei divertimenti, e il tragicomico nei suoi lavori teatrali. Contemporaneamente inizia la serie dei romanzi politici con Un americano tranquillo (1955), in cui prevede la svolta interventista dell'amministrazione statunitense. La società convenzionale, il sesso, il gioco d'azzardo e l'avventura convivono tra farsa e dramma ne I commedianti (1966), mentre i viaggi in Sudamerica ispirano il divertente In viaggio con la zia e Il console onorario.
Nel 1978 scrive la storia di spionaggio Il fattore umano, probabilmente suggerita dal tradimento dell'agente doppiogiochista Kim Philby, che fu suo superiore ai tempi della guerra e che nel 1963 fuggì in Unione Sovietica. Il Dottor Fisher a Ginevra, ovvero la cena delle bombe è una satira sul capitalismo. Nella Spagna post franchista Greene ambienta Monsignor Chisciotte, in cui trasporta personaggi ed episodi del libro di Cervantes.

## Opere

### Raccolte di racconti
- Nineteen Stories[22], 1947
- Twenty-One Stories[23], 1954
- A Sense of Reality[24], 1963
- Ci presti tuo marito? E altre storie di vita sessuale (May We Borrow Your Housband? And other Comedies of Sexual Life, 1967)[25], trad. di Gianna Ottolenghi Galluccio, Collana Medusa, Milano, Mondadori, 1968.
- Collected Stories[26], con un'Introduzione dell'Autore, The Bodley Head, London, 1972
- Shades of Greene: The Televised Stories of Graham Greene
  - Amori facili, amori difficili, trad. di Piero Jahier, Maj-Lis Rissler Stoneman, Bruno Oddera e Gianna Ottolenghi Galluccio, Milano. Mondadori, 1977. [raccolta di 18 racconti]
- L'ultima parola e altri racconti (The Last Word and other Stories, 1990)[27], trad. Masolino D'Amico, Collana Omnibus, Milano, Mondadori, 1991.
- The Complete Short Stories (2005) (contiene The Last Word, e aggiunge o reinstalla, oltre a tutti quelli contenuti nel precedente Collected Stories, 4 racconti: "The Blessing" (1966); "Church Militant" (1956); "Dear Dr Falkenheim" (1963); "The Other Side of the Border" (romanzo incompiuto del 1936, pubblicato originariamente in Nineteen Stories [1947])
  - Tutti i racconti, Introduzione di Paolo Bertinetti, Collana Oscar Grandi classici, Milano, Mondadori, 2011, ISBN 978-88-046-0665-9.
- Una sensazione di realtà. Quattro racconti, trad. di Bruno Oddera, Milano, Mondadori, 1966.
- L'ultimo Natale di Giovanni XXIX, a cura di R. Colla, La Locusta, 1994.
- No Man's Land (2005) (soggetto cinematografico, pubblicato postumo con l'incompiuta sceneggiatura del film inconcluso The Stranger's Hand)

### Racconti per bambini
- Il piccolo treno a vapore (The Little Train), 1946
- Il piccolo carro dei pompieri (The Little Fire Engine), 1950
- Il piccolo tram a cavalli (The Little Horse Bus), 1952
- Il piccolo rullo (The Little Steamroller), 1953
- 4 storie sulle ruote, Collana Contemporanea, Milano, Mondadori, 1996, ISBN 978-88-044-1548-0.

### Opere teatrali
- The Great Jowett, 1939 (radiodramma)
- La stanza dove si vive o L'ultima stanza (The Living Room), 1953
- Il capanno degli attrezzi (The Potting Shed), 1957
- L'amante compiacente (The Complaisant Lover), 1959
- Scolpendo una statua (Carving a Statue), 1964
- The Return of A.J. Raffles, 1975
- For Whom the Bell Chimes, 1983
- Yes and No, 1983
- L'amante compiacente. Scolpire una statua, traduzione di P. Peroni e M. Ghilardotti, a cura di F. Castelli, Collana Il mosaico n. 56, Massimo, 1966, ISBN 978-88-703-0256-1.

### Opere autobiografiche
- Una specie di vita (A Sort of Life, 1971), trad. di Bruno Oddera, Collana Scrittori italiani e stranieri, Milano, Mondadori, 1973.
- Vie di scampo (Ways of Escape, 1980), trad. di Bruno Oddera, Milano, Mondadori, 1981.
- Getting to Know the General: The Story of an Involvement, 1984 [su Omar Torrijos ]
- Un mondo tutto mio. Diario dei sogni (A World of My Own: A Dream Diary, 1992), traduzione di Chiara Rizzuto, Prefazione di Yvonne Cloetta, a cura di Domenico Scarpa, Collana La memoria n.1254, Palermo, Sellerio, 2022, ISBN 978-88-389-4448-2.

### Libri di viaggio
- Viaggio senza mappa (Journey Without Maps, 1936), trad. Rosolina de Ferrari, Milano, Longanesi, 1955.
- Le vie senza legge (The Lawless Road. A Mexican Journey, 1939; ed. americana col titolo Another Mexico), trad. Piero Jahier e Maj-Lis Rissler Stoneman, Milano, Mondadori, 1955; Milano, Il Saggiatore, 1964.
- Due diari africani o Caccia al personaggio. Quaderni d'Africa (In Search of a Character: Two African Journals, 1961), trad. Andrea D'Anna, Milano, Mondadori, 1966.
- A Weed Among the Flowers, Sylvester & Orphanos, 1990.

### Poesie
- Babbing April, 1925
- A Quick Look Behind: Footnotes to an Autobiography, Sylvester & Orphanos, 1983

### Saggi, Articoli, Lettere
- British Dramatists, 1942
- Why Do I Write? An Exchange of Views between Elizabeth Bowen, Graham Greene and V.S. Pritchett, 1948
- The Lost Childhood and other Essays, 1951
- Saggi cattolici, trad. di Piero Jahier e Italo Alighiero Chiusano, prefazione di David Maria Turoldo, Milano, Mondadori, 1958
- Collected Essays[28], 1969
- The Pleasure-Dome. The Collected Film Criticism, 1935-1940 (nell ed. americana Graham Greene on Film, a cura di John Russell-Taylor, 1972 [recensioni cinematografiche]
- Lord Rochester. La carriera di un libertino (Lord Rochester's Monkey. Being the Life of John Wilmot, Second Earl of Rochester, 1974 [ma scritto 1931-34]), trad. di Masolino D'Amico, Milano, Mondadori, 1975.
- J'accuse. The Dark Side of Nice, 1982.
- Yours, etc.: Letters to the Press, 1989.
- Why the Epigraph?, 1989.
- Riflessioni (Reflections, 1990), trad. di Sandro Melani, Presentazione di Guido Almansi, Introduzione di Judith Adamson, Collana Primapersona, Milano, Mursia, 1992, ISBN 978-88-425-1202-8.
- Prefazione a Kim Philby, La mia guerra silenziosa (My Silent War), 1968. [libro di memorie della spia britannica al servizio dei sovietici]
- The Graham Greene Film Reader: Reviews, Essays, Interviews and Film Stories, a cura di David Parkinson, 1993. (anche pubblicato col titolo Mornings in the Dark: The Graham Greene Film Reader)
- Articles of Faith: The Collected Tablet Journalism of Graham Greene, a cura di Ian Thomson, 2006. [raccolta di articoli usciti su The Tablet ]
- Graham Greene: A Life in Letters, a cura di Richard Greene, 2007.

### Interviste
- Conversations With Graham Greene, a cura di Henry J. Donaghy, University Press of Mississippi, 1992, ISBN 978-08-780-5550-0.
- Graham Greene: The Last Interview, and Other Conversations, with an Introduction by John R. MacArthur, Melville House, 2019, ISBN 978-16-121-9814-9.

## Cinema
Graham Greene è probabilmente uno degli autori contemporanei a cui più spesso si è rivolta l'industria cinematografica; sono infatti circa cinquanta i film tratti dai suoi romanzi, racconti e commedie, dei quali ha spesso curato personalmente la sceneggiatura.

### Film basati su opere di Graham Greene
- Orient Express, regia di Paul Martin (1934), da Il treno d'Istanbul
- Il fuorilegge, regia di Frank Tuttle (1942), da Una pistola in vendita
- Il prigioniero del terrore, regia di Fritz Lang (1944), da Quinta colonna
- L'agente confidenziale, regia di Herman Shumlin (1945), da Missione confidenziale
- I contrabbandieri, regia di Bernard Knowles (1947), da The Man Within
- Brighton Rock, regia di John Boulting (1947), da La roccia di Brighton
- La croce di fuoco, regia di John Ford (1947), da Il potere e la gloria
- Idolo infranto, regia di Carol Reed (1948), da The Basement Room
- Il terzo uomo, regia di Carol Reed (1949), sceneggiatura originale
- L'incubo dei Mau Mau, regia di George More O'Farrell (1953), da Il nocciolo della questione
- La mano dello straniero, regia di Mario Soldati (1954), da The Stranger's Hand
- La fine dell'avventura, regia di Edward Dmytryk (1955), da The End of the Affair
- Al di là del ponte, regia di Ken Annakin (1957), da Across the Bridge
- Scorciatoia per l'inferno, regia di James Cagney (1957), da Short-Cut to Hell
- Un americano tranquillo, regia di Joseph L. Mankiewicz (1958), da Un americano tranquillo
- Il nostro agente all'Avana, regia di Carol Reed, (1959), da Il nostro agente all'Avana
- Il capanno degli attrezzi, regia di Sandro Bolchi (1963), da Il capanno degli attrezzi
- I commedianti, regia di Peter Glenville (1967), da I commedianti
- In viaggio con la zia, regia di George Cukor (1972), da In viaggio con la zia
- England Made Me, regia di Peter Dufell (1973), da I naufraghi
- Il fattore umano, regia di Otto Preminger (1979), da Il fattore umano
- Il console onorario, regia di John Mackenzie (1983), da Il console onorario
- Dr. Fischer di Ginevra, regia di Michael Lindsay-Hogg (1983), da Il dottor Fischer a Ginevra, ovvero La cena delle bombe
- Fine di una storia, regia di Neil Jordan (1999), da Fine di una storia
- The Quiet American, regia di Phillip Noyce (2002), da Un americano tranquillo.
- Brighton Rock, regia di Rowan Joffe (2010), da Brighton Rock

## Curiosità
- Il romanzo di Greene Il nocciolo della questione, viene citato nel film A spasso con Daisy come pretesto per Miss Daisy di essere indipendente e recarsi da sola alla libreria cittadina per restituire il libro[29].
- Il racconto di Greene I distruttori, dove viene narrata la storia di un gruppo di adolescenti che distruggono la casa di un anziano apparentemente senza alcuna ragione, viene citato nel film Donnie Darko a simboleggiare la gioventù che non danneggia il mondo in quanto violenta ma perché desiderosa di sperimentare[30].